# Tamatama
Pour plus de détails, voir Fiche technique et Distribution.
Tamatama (たまたま, Tamatama, litt. « par chance »), est un drame japonais sorti en 2011. D'une durée de 53 minutes, il est réalisé par Mayumi Komatsu.

## Synopsis
Une jeune femme voyage en Irlande, où elle découvre de nouvelles choses par des coïncidences.

## Fiche technique
Sauf indication contraire, les informations mentionnées dans cette section peuvent être confirmées par la base de données cinématographiques IMDb,  présente dans la section « Liens externes ».
- Titre : Tamatama (たまたま, Tamatama?)
- Réalisation : Mayumi Komatsu
- Scénario : Mayumi Komatsu
- Production : Shuji Omata, Kumiko Ito, Yosuke Miyake, Rieko Takayanagi, Hiroyuki Tanahashi et Satoshi Oshima[2]
- Musique : Masakatsu Takagi, Katsuya Yamada (producteur musical)[2]
- Photographie : Yoichi Nagano[2]
- Montage : Hiroko Watanabe[2]
- Son : Ryotaro Harada[2]
- Direction artistique : Mayumi Tomita[2]
- Sociétés de production : Big Fish Productions, Itoh Company, Pony Canyon, Tohokushinsha Film
- Distribution : WOWOW[2]
- Budget : Inconnu
- Box-office : Inconnu
- Pays d’origine :  Japon
- Langue originale : japonais
- Genre : drame
- Durée : 53 minutes
- Dates de sortie :
  - Japon : 15 octobre 2011[2]
  - Taïwan : 6 avril 2012 (Golden Horse Film Festival and Awards)

## Distribution
- Yū Aoi
- Kaiji Moriyama (ja)
- Niamh Shaw (en) : dame en train d'attendre

## Production
Le tournage a lieu entièrement en Irlande. C'est le premier film de la réalisatrice, qui avait auparavant réalisé plus de 300 publicités visuelles.